# Aretaon asperrimus
Phasme épineux marteleur
Espèce
Synonymes
- Aretaon muscosus
- Obrimus asperrimus
- Obrimus muscosus

Le phasme épineux marteleur (Aretaon asperrimus), encore appelé phasme-ronce ou phasme rugueux est une espèce de phasmes épineux originaire des forêts équatoriales de Bornéo, de l'archipel Palawan et de Luçon, mais qui se trouve aussi fréquemment en élevage. Bien que d'apparence épineuse, il ne pique pas et est parfaitement inoffensif. Comme d'autres espèces de phasmes, il est couramment utilisé dans les écoles afin d'étudier les stratégies adaptatives des espèces (mimétisme) et leur cycle de vie.

## Description
Le mâle mesure 5–6 cm, la femelle 8 à 9 cm. 

## Distribution et habitat
Le phasme épineux marteleur est une espèce qui vit dans les forêts décidues humides tropicales et subtropicales de l'écozone indomalaise, plus précisément sur l'île de Bornéo, partagée entre la Malaisie, le Brunei et l'Indonésie, ainsi que sur l'île de Luçon aux Philippines. L'environnement naturel du phasme épineux marteleur est soumis à un climat équatorial (Af selon la classification de Köppen), caractéristique de la zone intertropicale, chaud, très humide, peu venteux avec de très faibles variations saisonnières. L'amplitude thermique est faible et l'humidité au sol est en moyenne d'environ 80 %. Ce dernier bénéficie également d'un très faible ensoleillement du fait de l'important couvert végétal. En raison des latitudes faibles de la zone intertropicale, les durées du jour et de la nuit varient peu au cours de l'année. Le phasme épineux marteleur fait partie de la faune endémique des forêts pluviales des basses terres de Bornéo et des forêts pluviales de Luçon qui comptent parmi les plus riches forêts pluviales au monde pour leur biodiversité. Leur végétation est caractérisée par une stratification verticale et grandement dominée par les plantes, surtout les espèces fleurissantes et les arbres. Elle comporte un nombre important d'épiphytes. La faune et la flore de Bornéo restent néanmoins parmi les moins connues au monde et des dizaines de nouvelles espèces y sont découvertes chaque année. 

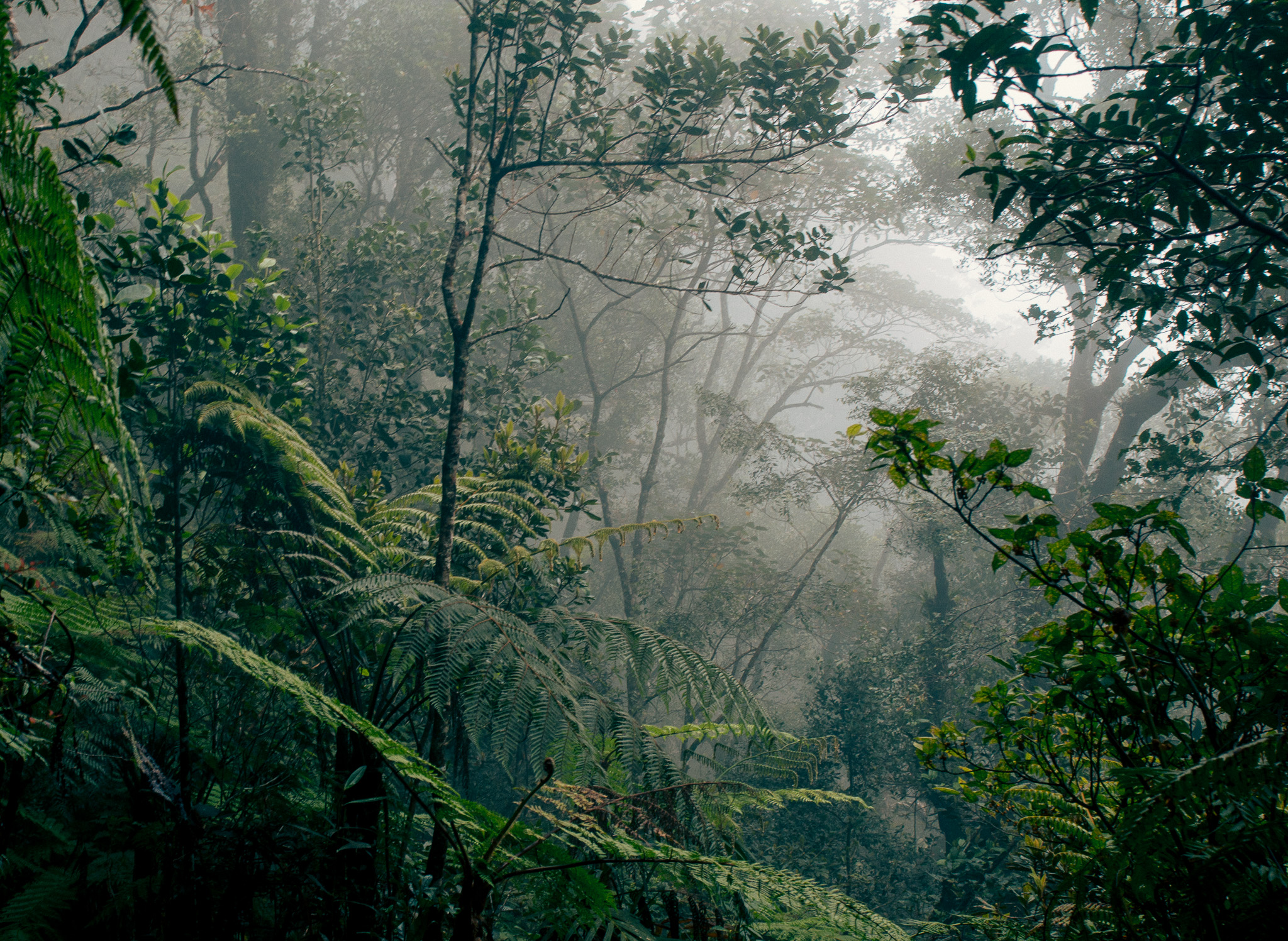
Forêt équatoriale à Bornéo dans le parc national du Kinabalu.
Forêt pluviale des basses terres de Bornéo.
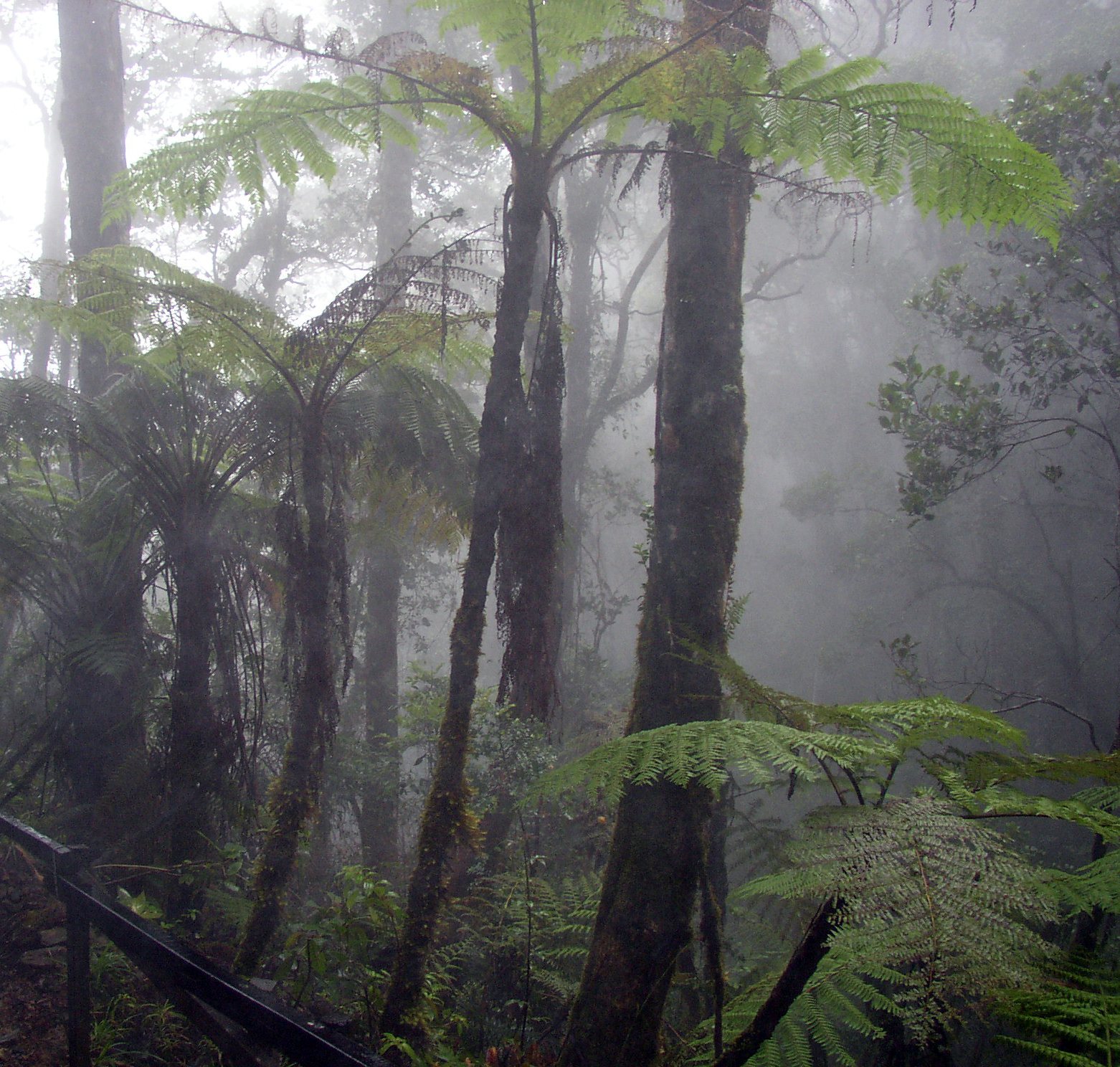
Forêt de nuage dans l'État malaisien de Sabah.

## Biologie

### Régime alimentaire
En captivité, ils se nourrissent principalement de ronces, framboisiers, chênes, rosiers ou pyracantha.

## Relation avec l'Homme
Les phasmes épineux marteleurs élevés en captivité sont issus d'individus prélevés en 1990 dans le parc national du Kinabalu. Ce parc national, inscrit au patrimoine mondial de l'Unesco est situé dans l'État malaisien de Sabah, dans le nord de Bornéo.

### Élevage scolaire
Il faut convient de les élever sur de la tourbe humide, les femelles pondant dans le substrat. Il est également possible d'utiliser des pondoirs mais dans ce cas, il faudra vaporiser les phasmes régulièrement. Le nourrissage varie en fonction du nombre d'individus et du stade auquel ils se trouvent. Leur alimentation est a base en hiver est la ronce mais ils consomment également des feuilles de chêne, de framboisier, d'églantier ou encore de rosier.